# Omnia Opera
Omnia Opera is een Engelse spacerockband.
De basis van de groep werd gelegd in 1985 in Kidderminster door Ade Scholefield en Rob Lloyd, die muziek maakten onder de naam The Genetics of Destiny. Na bezettingsuitbreiding werd in 1986 de naam Omnia Opera aangenomen en werd een cassette in eigen beheer uitgegeven, gevolgd door een tweede in 1987. Een derde cassette werd niet voltooid omdat de groep in 1989 werd opgeheven. Scholefield, Lloyd en twee zangeressen gingen verder onder de naam Omniasphere en brachten in 1990 een eigenbeheercassette uit. In 1992 werd de groep heropgericht en werd een contract getekend bij Delerium Records. Na de opnamen van de tweede cd in 1994 en 1995 ging de band uit elkaar. De cd werd pas uitgegeven in 1997. Lloyd en een ander lid van de groep richtten de band Omnia op en namen een cassette op met enkele andere muzikanten. Na enige tijd werd ook deze band opgeheven. Twintig jaar na de oprichting van Omnia Opera werd de groep in 2006 opnieuw opgericht. In 2011 werd een dubbel-cd uitgebracht en in 2012 werden de twee albums uit de tijd met Delerium Records geremasterd en opnieuw uitgegeven als dubbel-cd.

## Discografie
- 1986:  Beyond The Tenth (cassette)
- 1987: Celebrate For Change (cassette)
- 1993: Omnia Opera
- 1997: Red Shift
- 2011: Nothing Is Ordinary